# Estación L. Nuñez
La Estación L. Nuñez era la segunda estación del ramal de 1896 del Ferrocarril Puerto-Los Talas que se extendía desde el Puerto La Plata hasta las canteras de Los Talas.

## Historia
Existieron 3 estaciones Lisandro Nuñez, 1 del Tramway a Vapor a Los Talas de Julio Julianes, y 2 del Ferrocarril - Puerto Los Talas.
Su nombre se debe al nombre del propietario de las tierras que se encontraban.
La del Tramway a Vapor se desconoce su ubicación exacta pero es probable que haya sido antes de la Av 66.
La del Ferrocarril Puerto - Los Talas tuvo 2 ubicaciones, la primera en el km 5,332, hoy a la altura de la Av. Montevideo y Misiones, se desconoce cuándo dejó de funcionar pero es probable antes de 1905 según un plano de loteo que se posee. En la primera década de 1900 el Ferrocarril del Sud reubicó la estación del lado noroeste de la Av. Río de la Plata (o 66), a aproximadamente 700 metros antes de la primera estación. 
De esta estación de desprendían varias vías hacia las canteras de conchilla de la zona.